# Montelukast
Montelukast – organiczny związek chemiczny, antagonista receptora Cys-LT1, lek przeciwastmatyczny i przeciwalergiczny, należący do grupy leków przeciwleukotrienowych.

## Wskazania
- astma oskrzelowa – pomocniczo w przypadkach o lekkim lub średnim nasileniu, szczególnie wtedy, kiedy wziewne glikokortykosterydy nie mogą być stosowane lub wykazują działania niepożądane. Niekiedy może być zastosowany w monoterapii, jednak częściej jest dołączany do innych leków przeciwastmatycznych[1]
- zapobiegawczo w astmie wysiłkowej[2]
- pomocniczo w astmie aspirynowej[3]
- pomocniczo w alergicznym sezonowym nieżycie błony śluzowej nosa

## Mechanizm działania
Montelukast jest selektywnym antagonistą, znajdujących się w drogach oddechowych, receptorów CysLT1 leukotrienów cysteinylowych, do których należą: LTC4, LTD4, LTE4, i które uwalniane są z komórek tucznych i granulocytów kwasochłonnych. Wywiera przez to działanie przeciwzapalne, w szczególności hamuje obrzęk błony śluzowej, skurcz mięśni gładkich i nadmierną produkcję wydzieliny śluzowej.

## Preparaty handlowe
W Polsce preparaty handlowe dostępne są w dawkach 4 mg, 5 mg i 10 mg; w postaci tabletek, tabletek do żucia i saszetek do przygotowania roztworu doustnego:

- Asmenol
- Astmirex
- Drimon
- Hardic
- Milukante
- Monkasta
- Montest
- Montelak
- Montelukast Sandoz
- Montessan
- Orilukast
- Singulair
- Spirokast
- Symlukast
- Vizendo